# Eisleber Wiesenmarkt

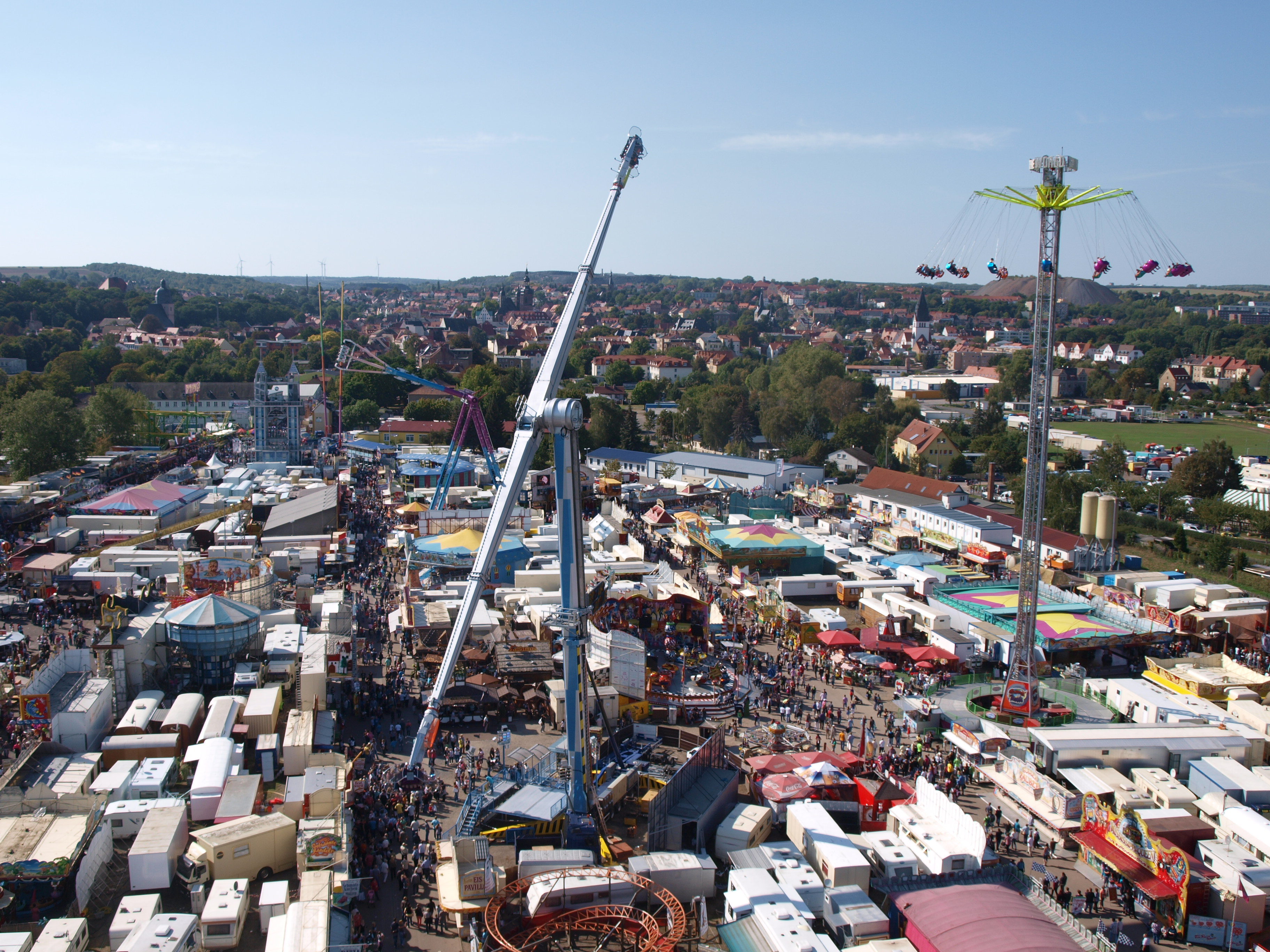
Blick über Teile des Festplatzes und das Mansfelder Land

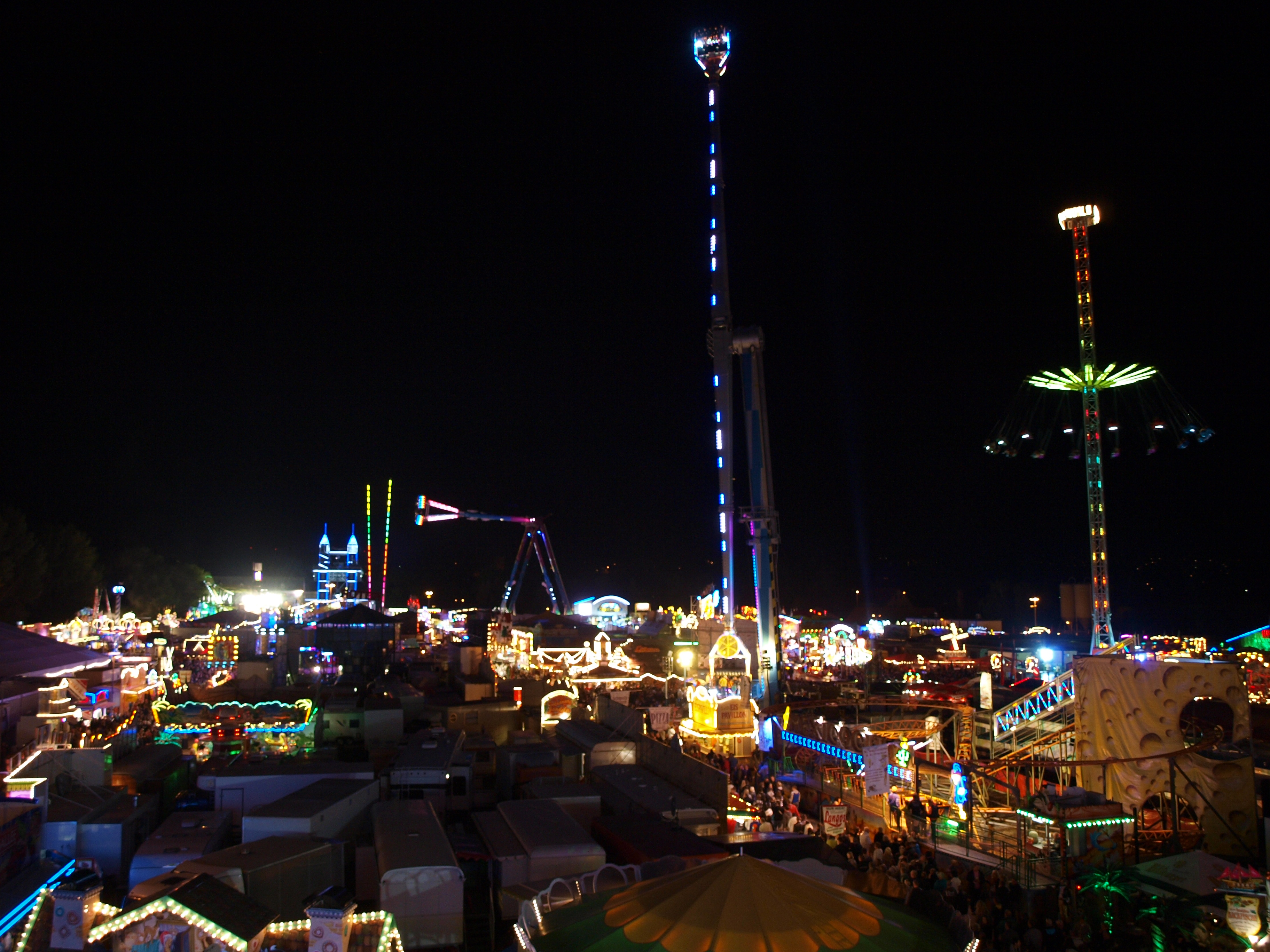
Blick vom Riesenrad bis hin zum Eingangsbereich

Der  Eisleber Wiesenmarkt in der Lutherstadt Eisleben (Sachsen-Anhalt) ist ein seit 1521 jährlich wiederkehrendes Volksfest. Es gilt mit durchschnittlich mehr als einer halben Million Besuchern und mehr als 350 Schaustellern als das größte Volksfest Mitteldeutschlands.

## Termin und Veranstaltungen
Beim Eisleber Wiesenmarkt handelt es sich um 3 verschiedene Volksfeste, die vom Eigenbetrieb Märkte der Lutherstadt Eisleben veranstaltet werden.

### Wiese
Die eigentliche „Wiese“ findet auf einer etwa 8 Hektar großen Veranstaltungsfläche (zuzüglich ca. 14 Hektar Wirtschaftsfläche) immer am dritten Wochenende im September statt und dauert von Freitag bis Montag. Am Freitag wird das Fest um 15 Uhr in einem Straßenumzug durch den Oberbürgermeister von Eisleben feierlich eröffnet. Am Montag wird das Fest durch ein Feuerwerk, welches 22 Uhr stattfindet, letztendlich um 24:00 Uhr beendet. Die Wiese wird durchschnittlich von rund 20.000 Besuchern gleichzeitig besucht.

### Kleine Wiese
Das Wochenende darauf findet die „Kleine Wiese“ statt. Von anfänglich circa 70 Schaustellern steigerte sich aufgrund der Popularität deren Zahl bis 2012 auf 150. Seit 2003 findet samstags zur „Kleinen Wiese“ zusätzlich ein Ballontreffen und in den Abendstunden ein Ballonglühen statt.

### Frühlingswiese
In jüngerer Zeit hat sich die „Frühlingswiese“ etabliert, welche, zusammen mit der Handwerkermesse „Reforma“, immer um den 1. Mai herum stattfindet. Es nehmen etwa 90 Schausteller und Händler teil.

## Geschichte
Erste urkundliche Erwähnungen von größeren Jahrmärkten im Eislebener Umland, dem "jarmarkt Cantate" und dem "jarmarkt Lamperti", findet man in der Eislebener Stadtchronik aus den Jahren 1515 und 1521. Im Jahr 1515 erhielt Hoyer VI. von Mansfeld von Kaiser Maximilian I eine Genehmigung für die zeitliche Verlegung der beiden Märkte. Im Jahr 1521 erteilte Kaiser Karl V. auf dem Reichstag zu Worms den Grafen von Mansfeld die Privilegien zur jährlichen Abhaltung eines Ochsenmarktes am Ägidiustag am 1. September in Eisleben. Der ab 1521 eingerichtete Ochsenmarkt war zum damaligen Zeitpunkt bereits Viehmarkt und Volksfest und gilt als der Beginn des Eisleber Wiesenmarktes.

„Zur Ergötzlichkeit der Bürgerschaft ist ab 1521 eine Vogelstange auf der Viehweide aufgerichtet worden und hat man Sonntag Bartholomai zum allerersten mahl den Vogel abgeschossen.“

Das Vogelschießen fand seit dem ersten Markt 1521 regelmäßig jährlich statt. Die Teilnehmer kamen laut der Schriften des Chronisten Eusebius Christian Francke beispielsweise 1528 aus zwölf benachbarten Städten nach Eisleben. Später wurde das Vogelschießen um das Schießen auf Scheiben erweitert und ab 1801 wurden daraus zwei getrennte Wettbewerbe geschaffen.
Der Ochsenmarkt wurde ab 1522 damit beworben, dass alle die diesen Markt besuchen und mit Vieh handeln ein Jahr steuer- und zollfrei gestellt werden.
Der Sachse Georg der Bärtige verbot aufgrund von Beschwerden der Leipziger Viehhändler seinen Untertanen, den Ochsenmarkt zu Eisleben bei höchster Strafe zu besuchen, da er die Privilegien besaß, dass im Umkreis von 15 sächsischen Meilen (etwa 135 km) um die Stadt Leipzig kein Jahrmarkt eingerichtet und betrieben werden darf. Trotz des Verbots entwickelte sich der Eisleber Ochsenmarkt zum führenden Jahrmarkt und Volksfest der damaligen Zeit.
Der Eisleber Wiesenmarkt hat sich im Laufe der Geschichte zum größten Volksfest im mitteldeutschen Raum entwickelt.
Dies wurde vor allem durch die in den 1990er Jahren eingeleitete Sanierung erreicht, bei der nicht nur das gesamte Gelände komplett ausbetoniert, sondern auch die Wasser- und Elektrizitätsversorgung modernisiert wurde.
Im Jahr des 500-jährigen Jubiläums 2021 wurde der Wiesenmarkt wegen der Corona-Beschränkungen abgesagt. Das Jubiläum wurde im Jahr 2022 nachgeholt.